# 上海立达学院
上海立达学院是中华人民共和国的一所全日制本科民办普通高等学校，位于上海市松江区车亭公路1788号。
2003年3月，上海立达职业技术学院成立。2018年5月，升格为上海立达学院。

## 外部鏈接
- 上海立達學院（页面存档备份，存于）